# Attlesee (Naturschutzgebiet)
Koordinaten: 47° 37′ 50″ N, 10° 32′ 14″ O

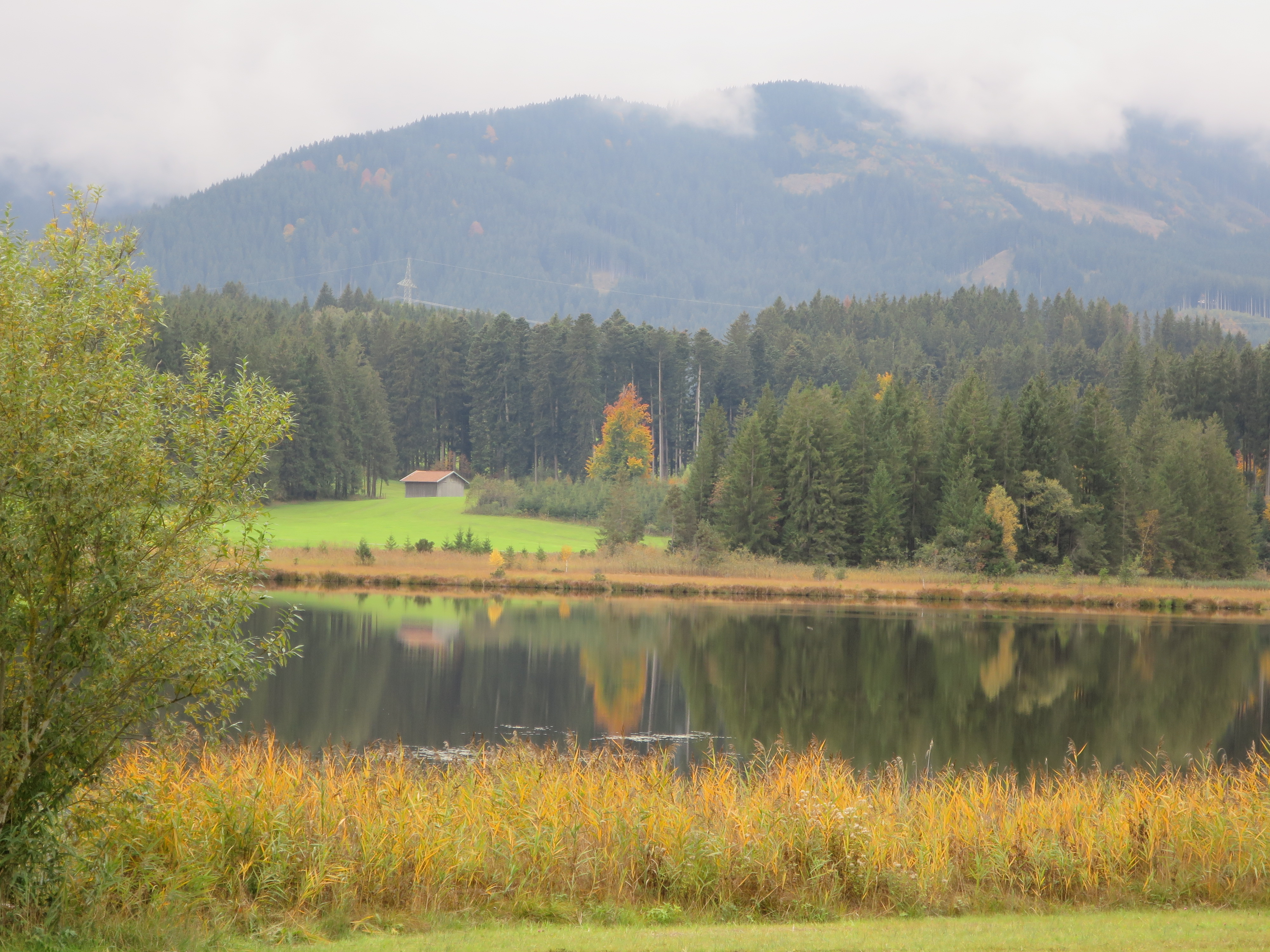
Naturschutzgebiet Attlesee (Oktober 2015)

Das Naturschutzgebiet Attlesee liegt auf dem Gebiet des Marktes Nesselwang im schwäbischen Landkreis Ostallgäu.
Das Gebiet mit dem Attlesee erstreckt sich nordöstlich von Rindegg und südlich von Attlesee – beide sind Gemeindeteile von Nesselwang. Westlich des Gebietes verläuft die Kreisstraße OAL 23 und nördlich die A 7.

## Name
Der See wird 1324 als Otolfse erstmals schriftlich erwähnt. Entsprechend lautet die Bedeutung See des Otolfs.

## Bedeutung
Das 37,15 ha große Gebiet mit der Kennung NSG-00106.01 steht seit dem Jahr 2000 unter Naturschutz. Es handelt sich um einen Voralpensee der Grundmoränenlandschaft nahe dem Alpenrand. Schutzzweck ist u. a.
- der Schutz seltener Pflanzengesellschaften sowie Einzelpflanzen mit relikthaftem Charakter und
- der Erhalt eines See-Schwingrasen-Hochmoor-Niedermoor-Komplexes.